# کایماکلی
کایماکلی (به لاتین: Kaimakli) یک منطقهٔ مسکونی در قبرس است که در نیکوزیا واقع شده‌است.

## نگارخانه

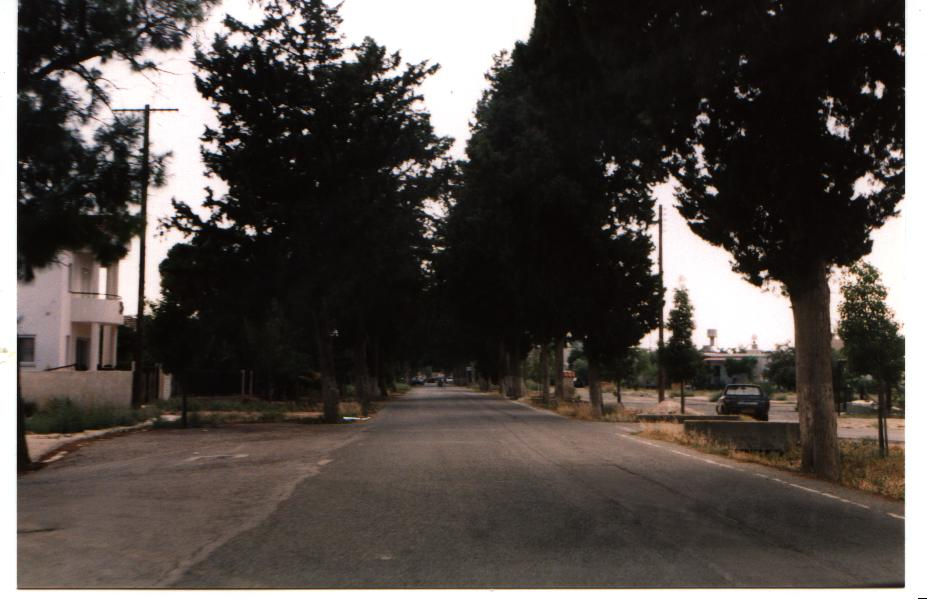
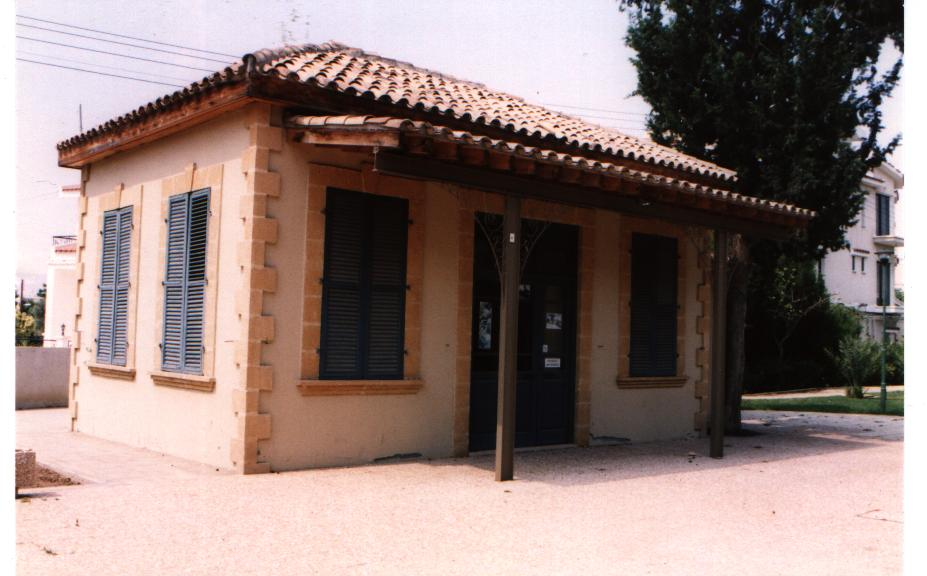

## خصوصیات
کایماکلی ۱۱٬۵۶۴ نفر جمعیت دارد.